# Bloomsbury Theatre
Il Bloomsbury Theatre, precedentemente noto come Collegiate Theatre o The UCL Bloomsbury, è un teatro sito nel quartiere londinese di Bloomsbury. Il teatro fu aperto al pubblico nel 1968 ed è di proprietà dell'University College London.

## Storia
Il teatro aprì a Gordon Street nel 1968 con il nome di Collegiate Theatre, che mantenne fino al 1982 quando fu ribattezzato con il nome attuale. Tra il 2001 e il 2008 il teatro fu invece noto come The UCL Bloomsbury per rimarcare l'appartenenza all'Università, che se ne servì per le rappresentazioni studentesche per dodici anni. Tra il 2015 e il 2019 il teatro è stato oggetto di un'importante ristrutturazione.
Oltre alla compagnia teatrale dell'università, il teatro ha ospitato concerti (come quello di The Zombies nel 2005) e comici come Ricky Gervais. Nel 1982 il teatro ha ospitato la prima rappresentazione in lingua inglese della Liolà di Luigi Pirandello.